# Davorin Petančič
Davorin Petančič, slovenski dramatik, publicist, gledališki organizator in pripovednik, * 4. november 1910, Podgorje pri Pišecah, Slovenija, † 14. julij 1983, Reka, Hrvaška.

## Življenje
Rodil se je v Podgorju pri Pišecah, blizu Bizeljskega. Študiral je bogoslovje v Mariboru. Kot mariborski bogoslovec je napisal ljudsko igro Naša apostola o začetku delovanja svetega Cirila in Metoda med predniki današnjih Slovencev, ki so jo prvič javno uprizorili ob Slomškovih dnevih leta 1936 na Ljudskem vrtu v Mariboru. Pozneje je postal kaplan v Koprivnici.  
Med NOB so ga Nemci izgnali na Hrvaško (1941). V Zagrebu je doktoriral iz psihologije in pedagogike. Po vojni je opustil duhovniški poklic in postal srednješolski profesor na Hrvaškem, služboval je tudi na Reki. Postal je doktor psiholoških in pedagoških znanosti.

## Delo
Pisal je dramska besedila z motivi iz ljudskih pripovedi, dramatiziral je slovensko klasično prozo. Zavzemal se je za kolektivno igro, za t. i. "farni oder" (ljudski oder oz. ljudska igra), zato je večino svojih del namenil uprizoritvam na prostem.

### Knjige
- Spiritualni molilci, 1940 (COBISS)
- Naša apostola: Farna igra pod milim nebom: Slavnostna igra za Slomškove dneve v Mariboru 28. in 29. junija 1936, 1936 (COBISS)
- Slovenskega kmeta povest: V desetih podobah katere igralci prikazujejo in iglaski vodja pojasnjuje: Za proslavo devetdesetletnice osvobojenja slovenskega kmeta , 1939 (COBISS)

### Drame
- Igra naše fare, 1935 (COBISS)
- Lisica Zvitorepka: Cirkuška komedija za današnji čas, uprizorljiva na odru in pod milim nebom, 1938 (COBISS)
- Miklova Zala: Farna igra pod milim nebom, 1935 (COBISS)
- Guzaj: Igra v petih dejanjih, 1933 (COBISS)
- Kuga, 1939 (COBISS)

### Priročnik
- Igrski vodja, 1937 (COBISS)

### Kratka proza
- Svete Gore: Povest, 1936 (COBISS)

### Dokumentarna literatura
- Maks Pleteršnik : [nekaj spominov na Maksa Pleteršnika], 1933 (COBISS)

### Priredbe
- Kuga: [Meškova povest "Črna smrt", postavljena v slike], 1939 (COBISS)